# チャガタイ

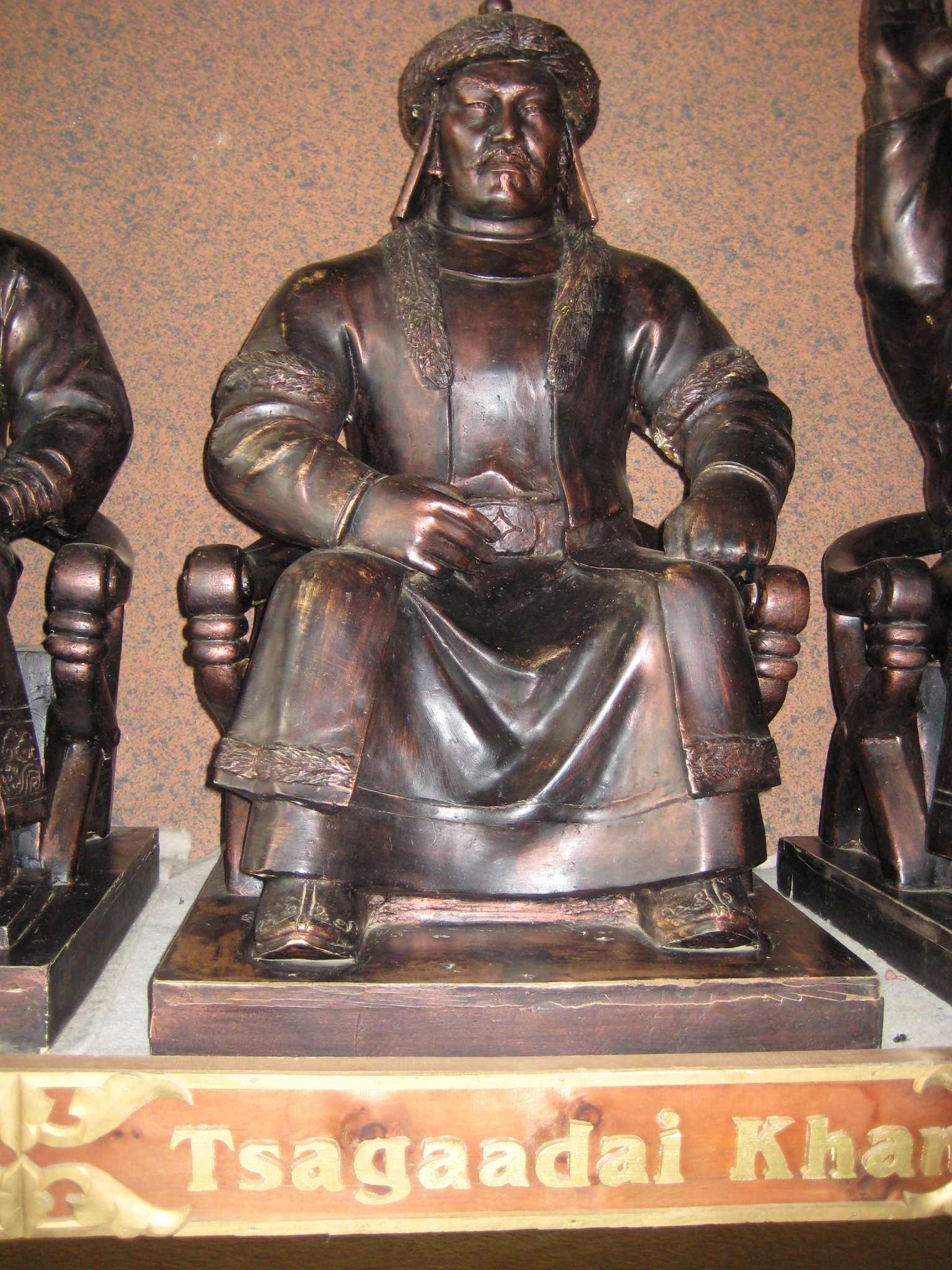
チャガタイ

チャガタイ（Čaγatai / Ča'adai, 1178年/1185年/1186年? - 1242年）は、モンゴル帝国の皇族の一人で、チンギス・カンの次男。ジョチの弟、オゴデイとトルイの兄に当たる。ペルシア語表記では چغتاى خان (Chaghatāī khān) と綴る。チャアダイ、チャプタイとも。
生年は1185年、1186年など諸説ある。長兄ジョチとは、ジョチの出生の疑惑などをめぐって険悪な仲であった。また、チャガタイ自身が激しい気性と一本気な性格の持ち主であったため、一族の和を重んじる父チンギス・カンから後継者候補としては除外されていたという。しかし、法に対して厳格な一面があったため、それを父に見込まれてモンゴル帝国の法律・ヤサの管理を任され、「ヤサの番人」の異名を取った。

## 生涯
1206年、モンゴル帝国が建国された際にチャガタイは父チンギス・カンより4つの千人隊（ミンガン）と元ナイマン部領であったアルタイ山脈南部一帯を授与された。この時チャガタイの配下とされたカラチャル率いるバルラス千人隊、ココチュス率いるバアリン千人隊、ムゲ・ノヤン率いるジャライル千人隊、イドカダイ率いる出自不明の千人隊は後のチャガタイ・ウルスの母体となった。
父チンギス・カンが征服戦争を始めると、金討伐や大西征に従軍し、オトラル攻略などで戦功を挙げたことから、西遼の旧領を与えられ、後のチャガタイ・ハン国の祖となった。そしてこの地を治めるため、モンゴル帝国の法律であるヤサの遵守を強制したが、モンゴルの風習とこの地の風習は相反するものが多く、ヤサを強制された民衆はチャガタイを大いに恨んだという。
家族とは不和な部分もあったが、弟オゴデイとは仲が良く、父の死後はその遺言に従ってオゴデイの即位を支持した。このことから、第2代皇帝（カアン）となったオゴデイも兄であるチャガタイを大いに尊重し、政策決定の場においては常に相談相手としたという。1242年、前年に没したオゴデイの後を追うように没した。

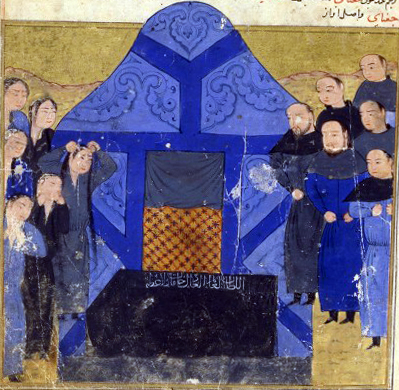
『集史』チャガタイの葬儀

チャガタイは厳格な人物として知られ、それを示す逸話がある。オゴデイと宴席で酒を飲んでいたとき、酒の酔いもあったのであろうが、チャガタイはオゴデイのプライドを傷つける行為をしてしまった。チャガタイにとってオゴデイは、弟といえども主君である。そのため、チャガタイは自らを罰するようオゴデイに求めたが、オゴデイは兄を罰することはできなかった。そのため、チャガタイ自らで自らを罰したという。他人にも厳格であったが、自分に対しても厳格であったということであろう。

## 宗室
チャガタイには正室が2人いたことが知られている。第1夫人はコンギラト部族のデイ・セチェンの兄弟ダアリタイ・ノヤンの息子カタイの娘イェスルン・ハトゥンである。第2夫人はイエスルン・ハトゥンの姉妹であるテルケン・ハトゥンであった（ホラズムシャー朝のテルケン・ハトゥンとは別人）。また1220年にホラズムシャー朝のアラーウッディーン・ムハンマドの母であるテルケン・ハトゥンら王族たちがマーザンダラーン地方でモンゴル軍の捕虜となった時、アラーウッディーンの王女の一人がチャガタイの側室に入ったと伝えられている。
『集史』などの史料において、チャガタイの嗣子たちは6人が知られている。1人目は庶長子たるモチ・イェベ。2人目は正妃イェスルン・ハトゥンから生まれたモエトゥケンで、チャガタイ・ウルスの宗家は彼の家系に始まる。3人目はモエトゥケン戦死後に一旦後継者に選ばれたものの夭折したベルゲシ。4人目はサルバン。5人目がチャガタイ・ウルス第3代当主になったイェス・モンケ。そして6人目は、第5代当主アルグの父で大元ウルスのチュベイ王家の父祖ともなったバイダルである。
ただし、チャガタイの嗣子に関して『集史』の記述は混乱しており、写本によって息子の数・長幼の順は一致しない。特に長男についてはモエトゥケンとする記述とモチ・イェベとする記述の2つが存在するが、これは生母の身分差に由来する混乱である。すなわち、チャガタイの本来の長子は側室の息子モチ・イェベである（＝庶長子）が、嫡庶の区別を重視するモンゴル社会では正妃から生まれた子供のみを記す場合が多く、嫡長子たるモエトゥケンが長男であるとも記されるようになった、と考えられている。また、同様の理由からサルバンも庶出の息子であると見られている。なお、『集史』の写本によってはカダカイとバイジュをチャガタイの息子に数えることもあるが、これはチャガタイの孫ブリの息子を誤って挿入したものである。

### 父母・兄弟
- 父　チンギス・カン
- 母　ボルテ
- 長兄　ジョチ
- 次弟　オゴデイ
- 三弟　トルイ

### 后妃
- イェスルン・ハトゥン
- テルケン・ハトゥン
- 氏名不明（アラーウッディーン・ムハンマドの娘）

### 男子
- 長男　モエトゥケン（Mö'etüken, مواتوكان Muwātūkān ）　（母　イェスルン・ハトゥン）[10]
- 次男　モチ・イェベ（Möči Yebe,موجی يبهMūjī Ībe）[11]
- 三男　ベルゲシ（Belgeši,بلگشیBelgeshī）[12]
- 四男　サルバン（Sarban,ساربان Sārbān）
- 五男　イェス・モンケ（Yesü Möngke,یسو مونگکاِYīsū Mūngkā）
- 六男　バイダル（Baidar,بايدار Bāīdār）[13]

## 末裔
NHK大河ドラマ『北条時宗』でクビライを演じた俳優のバーサンジャブは、チャガタイの末裔であると言われる。